# Christian Roberto Alves Cardoso
Christian Roberto Alves Cardoso (Jundiaí, 19 de dezembro de 2000) é um futebolista brasileiro que atua como volante. Atualmente, joga no Cruzeiro.

## Carreira

### Antecedentes
Nascido em Jundiaí, São Paulo, Christian se mudou ainda cedo para Marmeleiro, Paraná, cidade natal do seu pai. Christian começou sua formação no futebol jogando no “Projeto Atletas do Futuro”, na cidade vizinha de Francisco Beltrão.
Seu bom desempenho rendeu um convite para disputar no sub-13 da Chapecoense, mas ficou apenas sete meses na base da equipe catarinense. Pela idade, ele não poderia ficar sozinho na cidade e os seus pais não tinham condições de se mudarem para Chapecó, no interior de Santa Catarina, o que impossibilitou seguir no clube.
Assim que foi dispensado pela Chapecoense, Christian começou a trabalhar como mecânico junto com o irmão mais velho em uma oficina localizada no bairro Industrial, na cidade de Marmeleiro.
Depois, ele começou a disputar algumas partidas pelo Marreco, time de futsal de Francisco Beltrão. Aos 16 anos, após trabalhar dois anos na oficina com o irmão, Christian voltou a se dedicar ao futebol e passou a jogar no time sub-17 do União. No ano seguinte, Christian foi observado pelo Athletico Paranaense quando veio a Curitiba disputar jogos contra o Coritiba e Paraná. Após se destacar, recebeu o convite do clube e foi contratado em fevereiro de 2017.

### Athletico Paranaense
No Athletico Paranaense, Christian atuou pelas equipes sub-17 e sub-20. Em 2019, após ser destaque na Copa São Paulo de Futebol Júnior, foi relacionado juntamente com o time de aspirantes para a disputa do Campeonato Paranaense, sendo o jogador mais jovem do elenco profissional na época. Fez sua estreia em 23 de janeiro, entrando como substituto em um empate fora de casa por 0 a 0 com o FC Cascavel.
Na sua primeira passagem pelo Athletico Paranaense, fez 8 jogos e marcou nenhum gol.

### Juventude
Em 19 de abril de 2019, sem espaço no elenco profissional do Athletico Paranaense, Christian foi emprestado ao Juventude. Estreou pelo clube em 19 de maio, entrando como substituto em uma vitória em casa por 2 a 0 sobre o Boa Esporte, pela Série C de 2019.
Pelo Juventude, jogou apenas 2 partidas e marcou nenhum gol.

### Retorno ao Athletico Paranaense
Após ficar sem receber muitas oportunidades no Juventude, Christian retornou ao Athletico Paranaense para a disputa da temporada 2020 do clube. Sua reestreia aconteceu em 18 de janeiro, entrando como titular em uma vitória fora de casa por 3 a 1 sobre o União Beltrão, pelo Campeonato Paranaense. Seu primeiro gol na carreira aconteceu em 22 de janeiro, marcando o único gol de uma vitória em casa por 1 a 0 sobre o PSTC.
No dia 6 de março, Christian renovou seu contrato com o Athletico Paranaense até o ano de 2024. Para o mercado internacional, o valor da multa é de 60 milhões de euros. Ele começou o ano como titular dos aspirantes no Campeonato Paranaense de 2020 e ganhou espaço no grupo principal após a demissão de Dorival Junior e a promoção de Eduardo Barros, que já conhecia o Christian da equipe sub-23.

### Cruzeiro
Desejo antigo do clube, no dia 5 de novembro de 2024, o Cruzeiro encaminhou um pré-contrato com Christian para a temporada 2025, por um vínculo até o fim de 2027, a negociação girou em 8 milhões de euros. No dia 17 de dezembro, foi anunciado oficialmente pelo time mineiro.
Teve um início promissor. Logo na primeira rodada do Campeonato Mineiro, contra o Tombense, no Mineirão, fez uma ótima jogada e deu assistência para o gol de Bolasie, o único do jogo.
Após ganhar uma sequência como titular no time de Leonardo Jardim, marcou seu primeiro gol na vitória por 1-0 sobre o Vasco, no Parque do Sabiá, pela sexta rodada do Brasileirão 2025, em 27 de abril.
Consolidando sua posição titular no time do Cruzeiro que alcançou a liderança do Brasileirão, foi às redes novamente em 20 de julho, na goleada por 4-0 sobre o Juventude, no Mineirão.
Marcou o primeiro gol da vitória por 2-0 sobre o Botafogo, no Nilton Santos, em 3 de agosto, pelo Brasileirão. Após cruzamento de Kaiki Bruno, escorou pra rede. Foi o terceiro gol de Christian com a camisa celeste.

## Estilo de jogo
Volante considerado moderno, Christian tem todas as qualidades exigidas para um volante: Marca firme, tem visão de jogo, organiza o meio-campo e ainda aparece na frente.

## Estatísticas
Atualizado até 3 de agosto de 2025.

### Clubes
| Equipe               | Temporada         | Campeonato nacional | Campeonato nacional | Campeonato nacional | Copa nacional[a] | Copa nacional[a] | Copa nacional[a] | Competições continentais[b] | Competições continentais[b] | Competições continentais[b] | Outros torneios[c] | Outros torneios[c] | Outros torneios[c] | Total | Total | Total   |
| Equipe               | Temporada         | Jogos               | Gols                | Assist.             | Jogos            | Gols             | Assist.          | Jogos                       | Gols                        | Assist.                     | Jogos              | Gols               | Assist.            | Jogos | Gols  | Assist. |
| -------------------- | ----------------- | ------------------- | ------------------- | ------------------- | ---------------- | ---------------- | ---------------- | --------------------------- | --------------------------- | --------------------------- | ------------------ | ------------------ | ------------------ | ----- | ----- | ------- |
| Athletico Paranaense | 2019              | —                   | —                   | —                   | —                | —                | —                | —                           | —                           | —                           | 8                  | 0                  | 0                  | 8     | 0     | 0       |
| Athletico Paranaense | 2020              | 30                  | 2                   | 0                   | 2                | 0                | 0                | 4                           | 1                           | 0                           | 7                  | 2                  | 0                  | 43    | 5     | 0       |
| Athletico Paranaense | 2021              | 32                  | 2                   | 0                   | 8                | 1                | 0                | 11                          | 3                           | 2                           | 2                  | 0                  | 0                  | 53    | 6     | 2       |
| Athletico Paranaense | 2022              | 9                   | 0                   | 0                   | 2                | 1                | 0                | 7                           | 2                           | 0                           | 5                  | 0                  | 0                  | 23    | 3     | 0       |
| Athletico Paranaense | 2023              | 21                  | 4                   | 0                   | 6                | 0                | 0                | 5                           | 1                           | 2                           | 9                  | 2                  | 0                  | 41    | 7     | 2       |
| Athletico Paranaense | 2024              | 24                  | 1                   | 0                   | 6                | 2                | 0                | 11                          | 2                           | 2                           | 12                 | 1                  | 2                  | 53    | 6     | 4       |
| Athletico Paranaense | Total             | 116                 | 9                   | 0                   | 24               | 4                | 0                | 38                          | 9                           | 6                           | 43                 | 5                  | 2                  | 221   | 27    | 8       |
| Juventude            | 2019              | 2                   | 0                   | 0                   | 0                | 0                | 0                | —                           | —                           | —                           | —                  | —                  | —                  | 2     | 0     | 0       |
| Juventude            | Total             | 2                   | 0                   | 0                   | 0                | 0                | 0                | 0                           | 0                           | 0                           | 0                  | 0                  | 0                  | 2     | 0     | 0       |
| Cruzeiro             | 2025              | 14                  | 3                   | 2                   | 3                | 0                | 0                | 2                           | 0                           | 0                           | 7                  | 0                  | 1                  | 26    | 3     | 3       |
| Cruzeiro             | Total             | 14                  | 3                   | 2                   | 3                | 0                | 0                | 2                           | 0                           | 0                           | 7                  | 0                  | 1                  | 26    | 3     | 3       |
| Total na carreira    | Total na carreira | 133                 | 12                  | 2                   | 27               | 4                | 0                | 40                          | 9                           | 6                           | 50                 | 5                  | 3                  | 249   | 30    | 11      |

- a. ^ Jogos da Copa do Brasil
- b. ^ Jogos da Copa Libertadores da América, Copa Sul-Americana e Recopa Sul-Americana
- c. ^ Jogos do Campeonato Paranaense e Supercopa do Brasil

## Títulos
Athletico Paranaense
- Campeonato Paranaense: 2019, 2020, 2023 e 2024[carece de fontes?]
- Copa Sul-Americana: 2021[33]